# استقبال الحس العميق

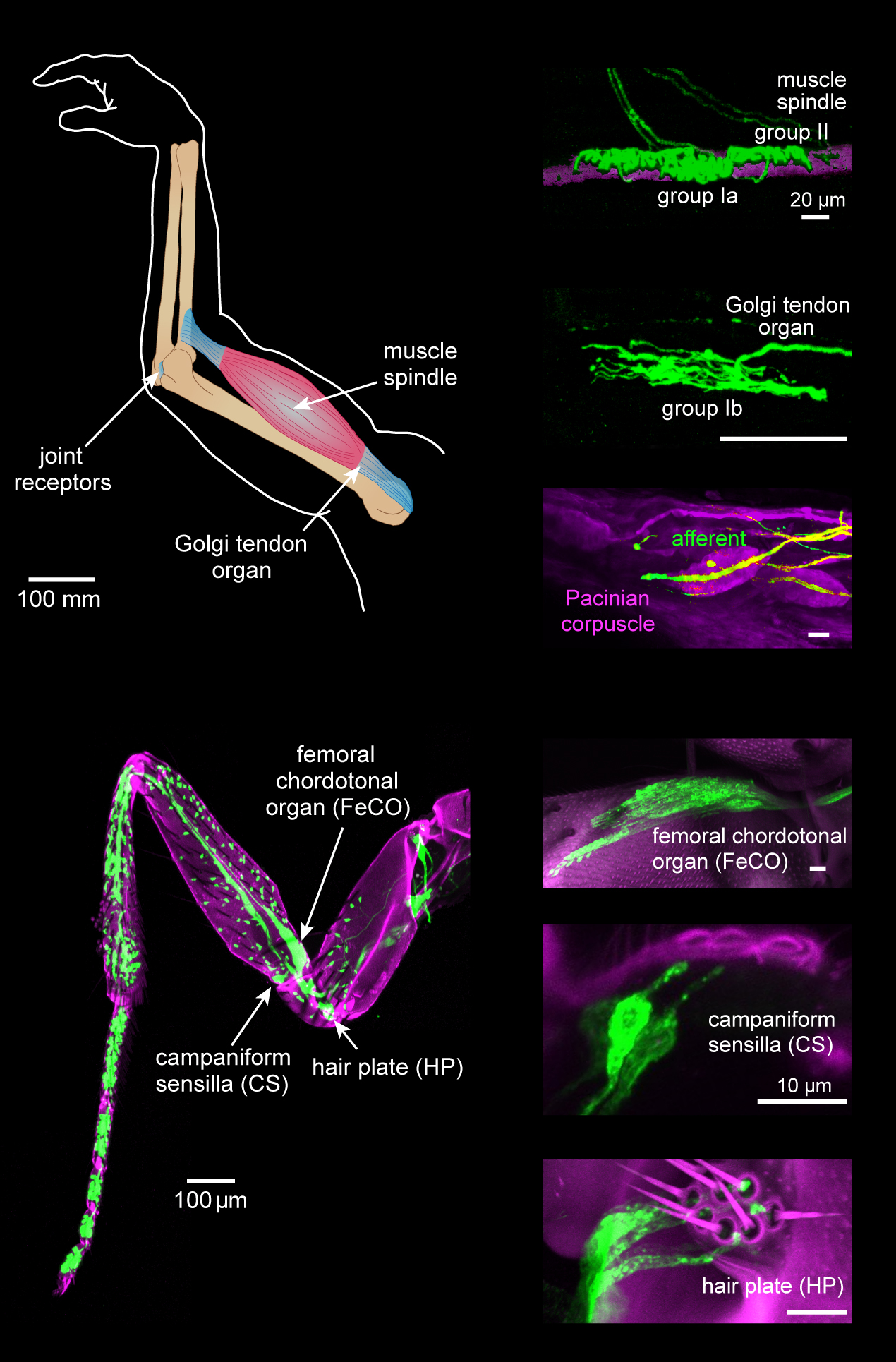

استقبال الحس العميق، يُشار إليه أيضًا باسم حاسة إدراك الحركة، هو حاسة الحركة الذاتية وقوى الضغط على الجسم وموضعه. يُوصف استقبال الحس العميق في بعض الأحيان بأنه «الحاسة السادسة».
تتوسط مستقبلات الحس العميق، التي تمثل مجموعة من العصبونات الميكانيكية الحسية الموجودة في العضلات، والأوتار والمفاصل، استقبال الحس العميق. تمتلك غالبية الحيوانات العديد من الأنواع الفرعية من هذه المستقبلات، التي تستطيع كشف المعلمات الحركية المختلفة، مثل موضع المفصل، وحركته والحمل الذي يتلقاه. على الرغم من امتلاك جميع الأنواع الحيوانية المتحركة لمستقبلات الحس العميق، تختلف بنية الأعضاء الحسية باختلاف النوع.
تنتقل إشارات الحس العميق إلى الجهاز العصبي المركزي، حيث تتكامل مع المعلومات الواردة من مختلف الأجهزة الحسية الأخرى، مثل الجهاز البصري والجهاز الدهليزي، من أجل إيجاد تمثيل كلي لموضع الجسم وحركته وتسارعه. يشكل الارتجاع الحسي من مستقبلات الحس العميق أحد الأمور الأساسية في استقرار وضعية الجسم وتناسق حركاته لدى العديد من الأنواع الحيوانية.
أمكن أيضًا وصف شكل ما من أشكال استقبال الحس العميق لدى النباتات (مغلفات البذور) على الرغم من افتقارها للعصبونات.

## اضطراب استقبال الحس العميق

### الدائم
يعاني المرضى المصابون بفرط حركة المفاصل أو متلازمة إيلرز دانلوس (حالة وراثية ناجمة عن ضعف النسج الضامة في جميع أنحاء الجسم) من اضطراب دائم في استقبال الحس العميق. قد يحدث الاضطراب الدائم في استقبال الحس العميق أيضًا نتيجة العدوى الفيروسية وفقًا لساكس. قدّم روبليس دي لا توري (2006) مراجعة حول التأثير الكارثي لفقدان الحس العميق الشديد.
يتعرض الحس العميق لخلل دائم في حالات الشيخوخة الفيزيولوجية (الشيخوخة المخصوصة) واضطرابات طيف التوحد.
يتميز مرض باركنسون بتراجع في الوظيفة الحركية نتيجة للتنكس العصبي. ترتبط بعض أعراض مرض باركنسون في كثير من الأحيان بشكل جزئي مع اضطراب استقبال الحس العميق. ما يزال السبب الدقيق خلف هذا الاضطراب في الحس العميق لدى مرضى باركنسون، ما إذا كانت ناجمًا عن تنكس مستقبلات الحس العميق المحيطية أو اضطراب نقل الإشارات في الدماغ أو النخاع الشوكي، غير معروف بعد.
قد يعاني الأفراد الذين اضطروا لبتر أحد أطرافهم من إحساس مشوش بوجود ذلك الطرف على جسمهم، إذ تُعرف هذه الحالة باسم متلازمة وهم الأطراف. يمكن حدوث الأحاسيس الوهمية المتعلقة باستقبال الحس العميق على شكل أحاسيس غير فاعلة بوجود الطرف، أو أحاسيس فاعلة مثل استقبال الحركة، أو الضغط، أو الألم، أو الحكة أو الحرارة. يوجد عدد من النظريات المتنوعة التي تهتم بإيجاد أسباب أحاسيس الطرف الوهمي. تتمثل إحدى النظريات في مفهوم «ذاكرة الاستقبال العميق»، إذ تجادل النظرية بقدرة الدماغ على الاحتفاظ بذاكرة وضعيات الطرف المختلفة ما يسبب بعد بتر الطرف تعارضًا بين جهاز الرؤية من جهة، الذي يلاحظ فقدان الطرف، ونظام الذاكرة من جهة أخرى، الذي يتذكر الطرف كجزء وظيفي من الجسم. لا يقتصر اختبار الأحاسيس الوهمية والألم الوهمي على فقدان طرف ما، إذ يشمل أيضًا حالات فقدان أجزاء أخرى من الجسم، مثل استئصال الثدي، أو قلع السن (ألم السن الوهمي) أو استئصال العين (متلازمة العين الوهمية).

### المؤقت
يضطرب استقبال الحس العميق بين الحين والآخر بشكل تلقائي، وخاصة في حالة التعب. يمكن حدوث تأثيرات مشابهة أثناء الحالة التنويمية للوعي، أي خلال المرحلة البدئية من النوم. قد يشعر المرء بأن جسمه كبيرًا أو صغيرًا للغاية، أو قد يشعر بأن بعض أجزاء جسمه مشوهة الحجم. يمكن تطور تأثيرات مماثلة في بعض الأحيان خلال نوبات الصرع أو الأورة المرافقة للصداع النصفي. تشير الافتراضات إلى أن هذه التأثيرات ناشئة من التنبيه الشاذ لأحد أجزاء القشرة المخية المسؤولة عن تكامل المعلومات الواردة من مختلف أجزاء الجسم. قد تتطور أيضًا أوهام الحس العميق، مثل وهم بينوكيو.
لُوحظ أيضًا اضطراب استقبال الحس العميق في حالات فرط جرعة فيتامين بي 6 (البيريدوكسين والبيريدوكسامين). تعود غالبية الوظائف المضطربة إلى وضعها الطبيعي بشكل تلقائي بعد فترة قصيرة من عودة مستوى الفيتامين في الجسم إلى نسبة قريبة من المستوى الفيزيولوجي الطبيعي. يحدث اضطراب استقبال الحس العميق أيضًا بسبب العوامل السامة للخلايا مثل العلاج الكيميائي.
من المقترح أن حالات الطنين الشائعة وفجوات الترددات السمعية المرافقة المحجوبة بواسطة الأصوات المدركة مسؤولة انحراف معلومات الحس العميق الواردة إلى مراكز التوازن والإدراك في الدماغ، ما يؤدي إلى تطور حالة ارتباك معتدل.
من الممكن تطور فقدان أو اضطراب مؤقت في استقبال الحس العميق بشكل دوري أثناء النمو، وخاصة في مرحلة المراهقة. يؤثر على ذلك أيضًا اختبار درجات كبيرة من الزيادة أو النقصان في وزن / حجم الجسم نتيجة تقلبات الدهون (جراحة مص الشحم أو الفقدان السريع للدهون أو اكتسابها بسرعة) و/أو المحتوى العضلي (كمال الأجسام، أو الستيرويدات الابتنائية أو التقويض/التضور جوعًا). تتطور أيضًا اضطرابات استقبال الحس العميق لدى الأفراد الذي يكتسبون مستويات جديدة من المرونة، أو الإطالة أو التواء الجسم. يؤدي وجود طرف ما في نطاق حركي جديد غير مألوف من قبل (أو لم يختبره الفرد على الأقل لمدة طويلة منذ شبابه) إلى حدوث اضطراب في إحساس الفرد بموقع هذا الطرف. تشمل الحالات التي يمكن للفرد اختبارها الإحساس المفاجئ بفقدان القدمين أو الساقين من الصورة الذاتية العقلية للفرد؛ ما يدفعه إلى النظر للأسفل لرؤية أطرافه والتأكد من وجودها؛ بالإضافة إلى السقوط أثناء المشي، وخاصة عند تركيز الانتباه على شيء آخر غير فعل المشي.

### التشخيص
يمكن تشخيص اضطراب استقبال الحس العميق من خلال مجموعة من الاختبارات، التي يركز كل منها على جانب وظيفي معين من استقبال الحس العميق.
غالبًا ما يُستخدم اختبار رومبيرغ في تقييم التوازن. يُطلب من المشارك في الاختبار الوقوف منتصبًا مع إغلاق عينيه وضم قدميه معًا والبقاء في تلك الوضعية دون دعم خارجي لمدة 30 ثانية. يُعتبر فقدان الشخص لتوازنه وسقوطه مؤشرًا على وجود اضطراب في الحس العميق.
تمثل مطابقة وضعية المفصل أحد البروتوكولات الشائعة فيما يتعلق بتقييم دور استقبال الحس العميق في التحكم الحركي. يشمل هذا الفحص عصب عيني المريض أثناء تحريك المفصل إلى زاوية معينة لفترة معينة من الزمن ثم إعادته إلى وضعيته الطبيعية المحايدة. يُطلب من المريض بعد ذلك تحريك مفصله إلى نفس الزاوية المعينة السابقة. أظهرت الدراسات تأثير كل من هيمنة اليد المفحوصة، وعمر المشارك، والمطابقة الإيجابية مقابل السلبية وزمن عرض زاوية المفصل المطلوبة على أداء المشارك في مهام مطابقة المفصل.
بالنسبة إلى الإحساس السلبي بزوايا المفصل، أظهرت الدراسات الأخيرة أن تجارب فحص العتبات النفسية الفيزيائية أكثر دقة عند تقدير التمييز في استقبال الحس العميق من مهمة مطابقة وضعية المفصل. في هذه التجارب، يتمسك المشارك في التجربة بشيء ما (مثل مسند ذراع) ثم يتحرك هذا الشيء ليتوقف في وضعيات مختلفة. يُطلب من المشارك بعد ذلك تمييز ما إذا كانت إحدى الوضعيات أقرب للجسم من وضعية أخرى. يستطيع الفاحص تقدير عتبات التمييز لدى المشارك في التجربة من خلال خياراته.
يستخدم ضباط الشرطة الأمريكيون اختبار الرصانة الميداني عبر فحص استقبال الحس العميق من أجل نفي التسمم الكحولي. يُطلب من الشخص الخاضع للاختبار لمس أنفه مع إغلاق عينيه؛ لا يزيد هامش الخطأ الذي قد يختبره الأفراد سليمي الحس العميق عن 20 ميلي (0.79 إنش)، بينما يفشل الأفراد الذين يعانون من اضطراب استقبال الحس العميق (أحد الأعراض الملاحظة في الدرجات المعتدلة إلى الشديدة من التسمم الكحولي) في الاختبار نظرًا إلى صعوبة تحديد موقع أطرافهم في الفضاء بالنسبة إلى أنفهم.